# Puya dasylirioides
Puya dasylirioides là một loài thực vật có hoa trong họ Bromeliaceae. Loài này được Standl. miêu tả khoa học đầu tiên năm 1927.

## Hình ảnh

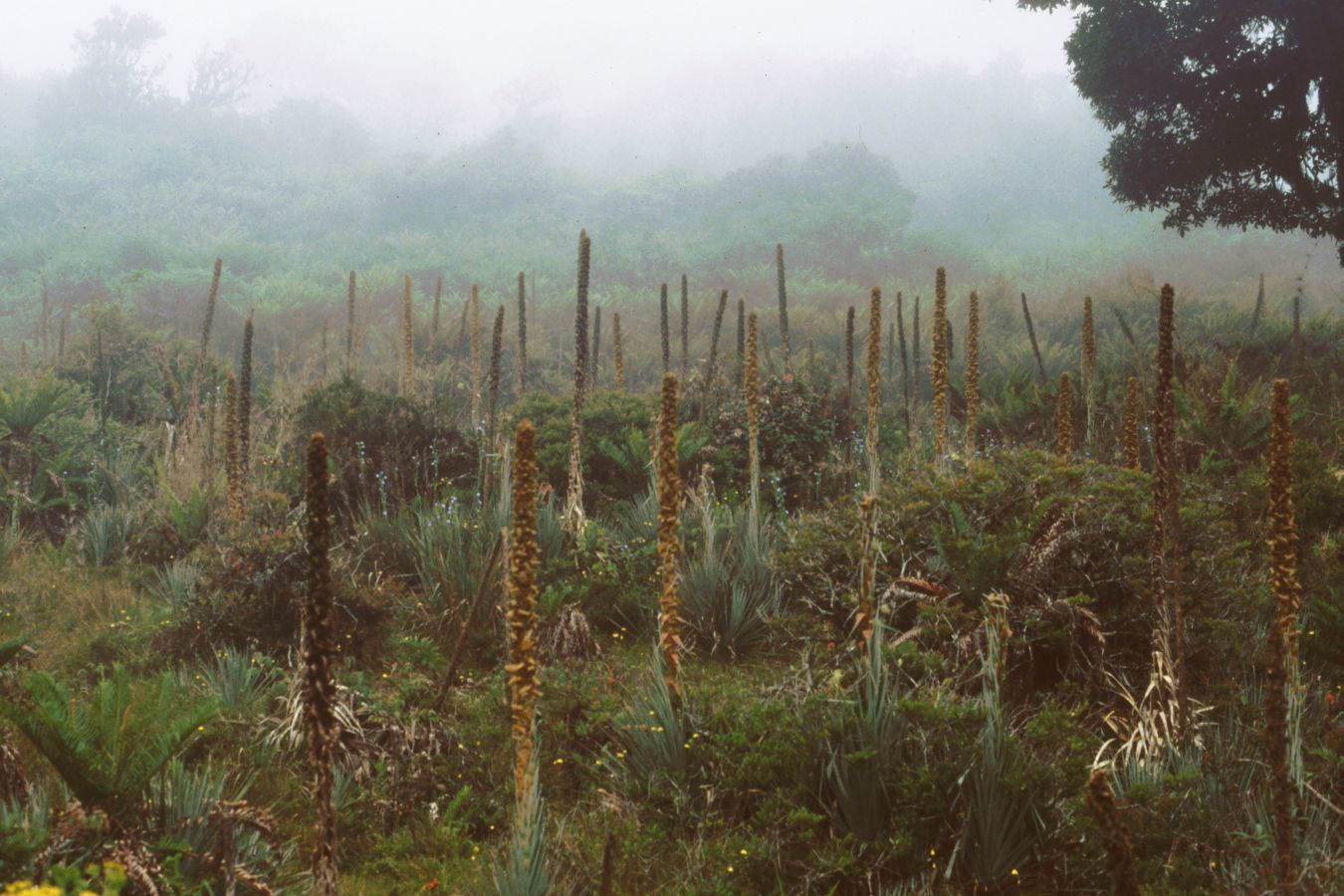